# Khutgaon
Khutgaon fou un estat tributari protegit del tipus zamindari al districte de Chanda a les Províncies Centrals, avui Madhya Pradesh a uns 32 km al sud-est de Wairagarh, format per 42 pobles sobre una superfície de 407 km², i amb una població el 1881 de 3.614 habitants. La capital era Khutgaon a 20° 11′ N, 80° 14′ E / 20.183°N,80.233°E